# Frohavet

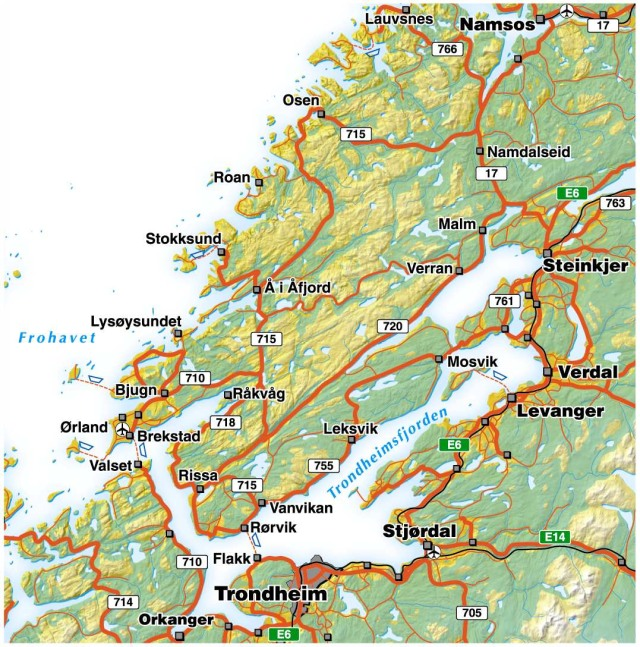
Carte du Trondheimsfjord et de la péninsule de Fosen. Le Frohavet est indiqué à gauche

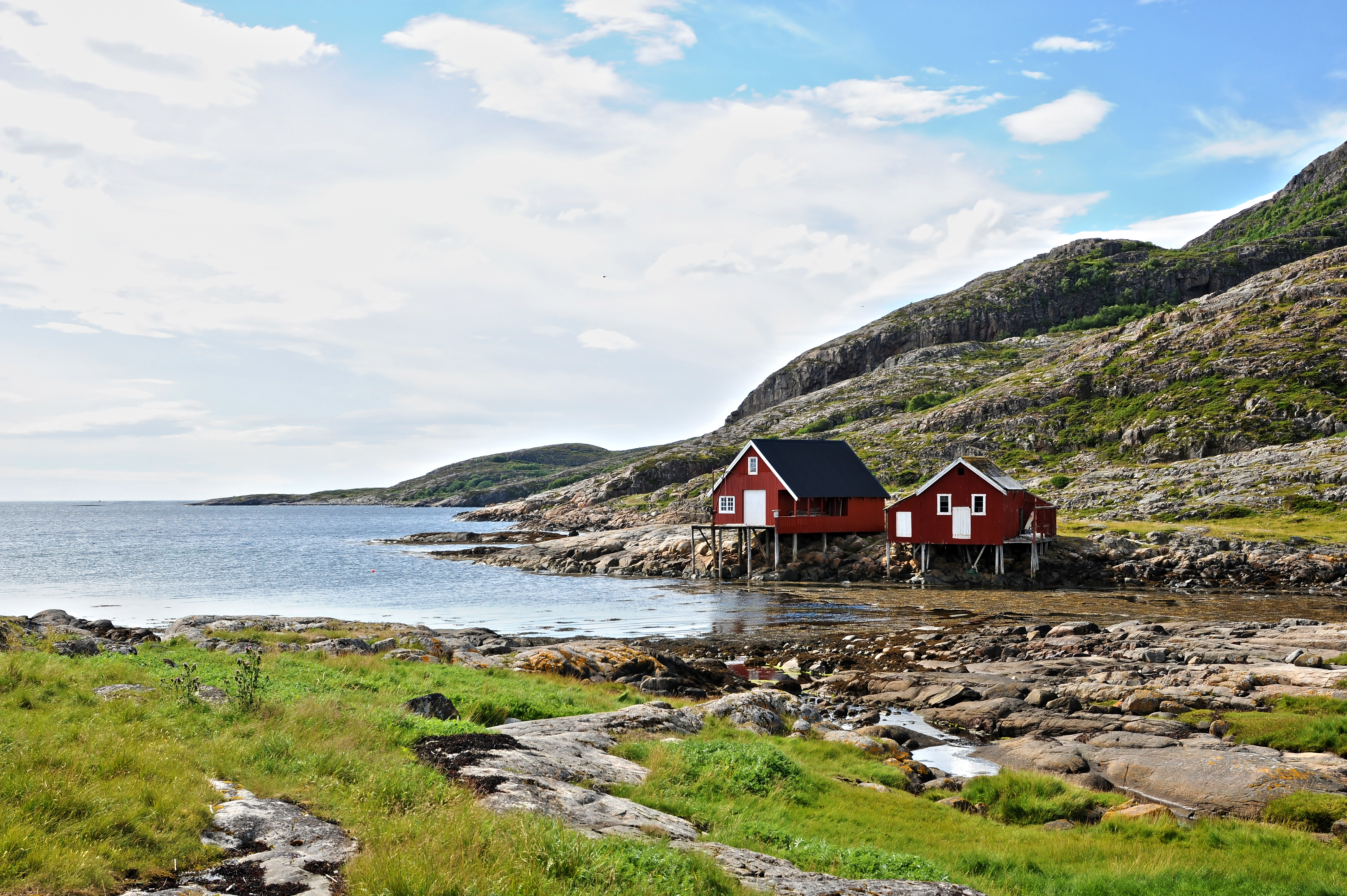
l'île de Linesøya et le Frohavet

Frohavet est la zone maritime située entre la péninsule de Fosen et l’archipel de Froan, dans le comté de Trøndelag, en Norvège, dans la partie sud-ouest du pays, à 400 km au nord d'Oslo, la capitale. Au sud-ouest, il est bordé par la municipalité de Frøya, au sud-est par la municipalité de Bjugn, et à l’est, au nord de l’île de Melsteinen, jusqu’à la municipalité d’Åfjord.
La ville la plus proche est Uthaug, à 17,4 km au sud-est de Frohavet. Dans la région autour de Frohavet, les îles et les formations de pierres sont uniques. Le climat est tempéré. La température moyenne sur l'année est de 6° C. Le mois le plus chaud est août, avec une moyenne de 12° C, et le plus froid est février, avec 0° C en moyenne.
Récemment, Frohavet est devenu une décharge de dioxyde de carbone (CO2),.